# ويذينشو وسيل الشرقية (دائرة انتخابية في المملكة المتحدة)
ويذينشو وسيل الشرقية (بالإنجليزية: Wythenshawe and Sale East)‏ هي إحدى الدوائر الانتخابية في المملكة المتحدة الممثلة في مجلس العموم في برلمان المملكة المتحدة.
عضو البرلمان الذي يمثلها حالياً هو :Paul Goggins (Lab).
‌